# Comuna Nefedivți, Camenița
Nefedivți (în ucraineană Нефедівці) este o comună în raionul Camenița, regiunea Hmelnîțkîi, Ucraina, formată din satele Lucikî și Nefedivți (reședința).

## Demografie
Componența lingvistică a comunei Nefedivți
     Ucraineană (98,47%)
     Alte limbi (0,83%)
Conform recensământului din 2001, majoritatea populației comunei Nefedivți era vorbitoare de ucraineană (98,47%), existând în minoritate și vorbitori de alte limbi.